# ルビコン (小惑星)
ルビコン (11302 Rubicon) は小惑星帯に位置する小惑星。ベルギーの天文学者エリック・ヴァルター・エルストが、南フランス、アルプ＝マリティーム県コーソルのCERGAで発見した。
イタリア北部を流れるルビコン川に因んで命名された。